# Generali Arena
Generali Arena este un stadion de fotbal din Viena, Austria, pe care își dispută FK Austria Viena meciurile de pe teren propriu începând cu anul 1973. Stadionul a fost construit în 1925 pentru clubul imigranților cehi, SK Slovan Viena, numindu-se la acea vreme České srdce ("Inimă cehă") și a avut o capacitate de 10.850 de locuri. Acesta a fost redenumit în anul 1974 Franz-Horr-Stadion în cinstea președintelui Federației Austriece de Fotbal, Franz Horr, care a murit în același an. Iar, din anul 2011 acesta a preluat numele Generali Arena din motive de sponzorizare, însă deoarece UEFA nu acceaptă aceste sponsorizări în meciurile internaționale acesta poartă în continuare numele Austria Arena.
Începând cu anul 2016, stadionul se află într-un proces de renovare. Modernizarea urmează să coste 42 de milioane de euro și va dură până în 2018. De-a lungul lucrărilor, Austria Viena folosește stadionul Ernst Happel.